# Fennange
Fennange (Luxemburgs: Fënnéng, Duits: Fenningen) is een plaats in de gemeente Bettembourg en het kanton Esch-sur-Alzette in Luxemburg.

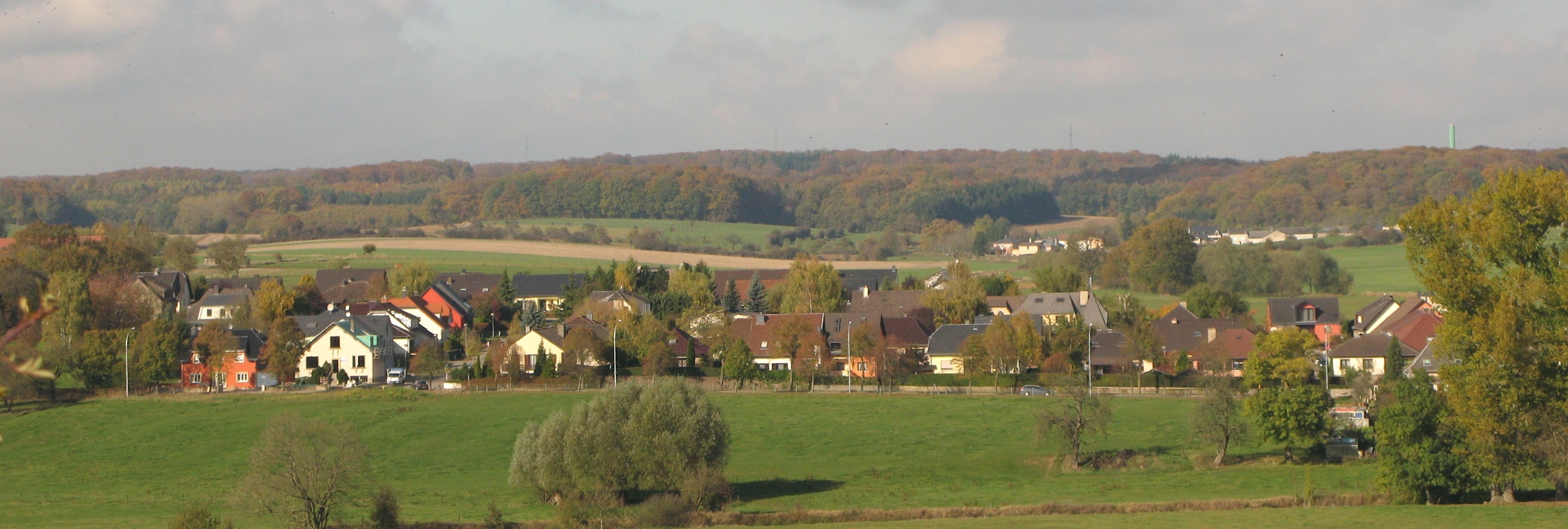
Uitzicht over Fennange, gezien vanuit het zuiden

Fennange telt 282 inwoners (2001).